# Cortex (axe)
Pour les articles homonymes, voir Cortex (homonymie).

Coenenchyme des gorgonacea and pennatulacea.

Le cortex est une partie de l'axe entourant son cœur,.

## Description anatomique
Le cortex est formé par l'épithélium de l'axe.